# Ilema callima
Ilema callima är en fjärilsart som beskrevs av Collenette 1932. Ilema callima ingår i släktet Ilema och familjen tofsspinnare. Inga underarter finns listade i Catalogue of Life.